# Lernavan (Askeran)
Lernavan (in armeno Լեռնավան?) o Khanyurdu (in azero Xanyurdu) è una comunità rurale del distretto di Xocalı in Azerbaigian, facente parte fino al 2023 della regione di Askeran nella repubblica di Artsakh (fino al 2017 denominata repubblica del Nagorno Karabakh).
Conta quasi seicento abitanti e si trova pochi chilometri a nord della capitale Step'anakert.
È conosciuta anche con il nome di Khnatsakh (in armeno Խնածախ ?).